# Piano di Moore
In matematica e più in particolare in topologia, il piano di Moore (Moore plane in inglese), anche detto piano di Niemytzki (o piano di Nemytskii, topologia di Nemytskii dei dischi tangenti), è uno spazio topologico.  Questo spazio è completamente regolare T3.5 cioè uno spazio di Tychonoff che però non è uno spazio normale T4. Per questo motivo è spesso utilizzato come esempio della affermazione "T3.5 non implica T4".  Il piano di Moore deve il suo nome al matematico statunitense Robert Lee Moore e nella sua dicitura alternativa a Viktor Vladimirovich Nemytskii.

## Definizione

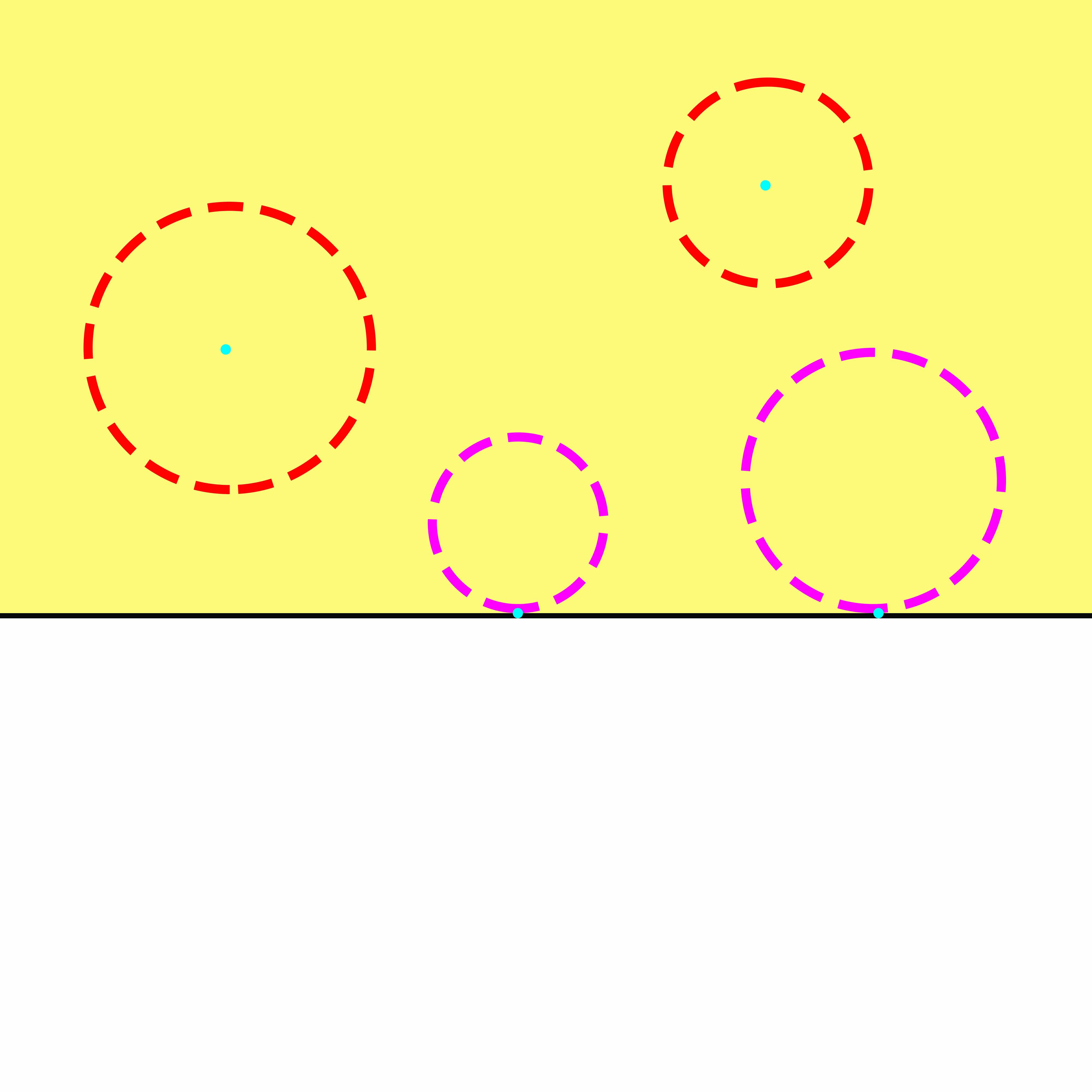
Rappresentazione grafica del piano di Moore a partire dagli intorni aperti dei punti.

Se {\displaystyle \Gamma } è il semipiano reale superiore chiuso {\displaystyle \Gamma =\{(x,y)\in \mathbb {R} ^{2}|y\geq 0\}}, allora si può definire uno spazio topologico su {\displaystyle \Gamma } considerando una base {\displaystyle {\mathcal {B}}(p,q)} così definita:
- Gli elementi della base locale sui punti del piano reale {\displaystyle (x,y)} con {\displaystyle y>0} sono i dischi aperti nel piano con raggio così piccolo da essere contenuti in {\displaystyle \Gamma }. In questo modo il sottospazio ereditato da {\displaystyle \Gamma \backslash \{(x,0)|x\in \mathbb {R} \}} è lo stesso sottospazio che viene ereditato dalla topologia euclidea sul piano reale.
- Gli elementi della base locale sui punti del piano reale tali che {\displaystyle p=(x,0)}, cioè giacenti sull'asse delle ascisse, sono gli insiemi aperti {\displaystyle \{p\}\cup A}. Con {\displaystyle A} disco aperto contenuto nel piano superiore {\displaystyle \Gamma } e con raggio tale che il disco sia tangente all'asse {\displaystyle x} nel punto {\displaystyle p.}

Quindi si può identificare la base locale per ogni punto di {\displaystyle \Gamma }:
{\displaystyle {\mathcal {B}}(p,q)={\begin{cases}\{U_{\epsilon }(p,q):=\{(x,y):(x-p)^{2}+(y-q)^{2}<\epsilon ^{2}\}\mid \epsilon >0\},&{\mbox{se }}q>0;\\\{V_{\epsilon }(p):=\{(p,0)\}\cup \{(x,y):(x-p)^{2}+(y-\epsilon )^{2}<\epsilon ^{2}\}\mid \epsilon >0\},&{\mbox{se }}q=0.\end{cases}}}

## Proprietà
- Il piano di Moore {\displaystyle \Gamma } è uno spazio separabile, cioè possiede un sottoinsieme denso e numerabile. Basta considerare il sottoinsieme definito dal prodotto cartesiano {\displaystyle \mathbb {Q} \times \mathbb {Q} } intersecato con il piano {\displaystyle \Gamma }.
- Il piano di Moore è uno spazio di Tychonoff che però non e uno spazio normale.
- Il sottospazio {\displaystyle \{(x,0)\in \Gamma |x\in \mathbb {R} \}} di {\displaystyle \Gamma } ha, come sottospazio, la topologia discreta. Quindi, il piano di Moore mostra che un sottospazio di uno spazio separabile non è per forza separabile.
- Il piano di Moore è primo numerabile, ma non è secondo numerabile e neanche uno spazio di Lindelöf.
- Il piano di Moore non è uno spazio localmente compatto.
- Il piano di Moore è numerabile metacompatto ma non metacompatto.

## Prova della non Normalità
Come nel caso del Piano di Sorgenfrey anche per il Piano di Moore si può dimostrare che si tratta di uno spazio topologico non normale cioè che non rispetta l'assioma di separazione T4. Ricordiamo che uno spazio topologico {\displaystyle X} separabile non può essere normale se contiene almeno un sottospazio proprio: chiuso, non numerabile e discreto. Portiamo allora un esempio di sottospazio siffatto come dimostrazione. Considerando l'asse delle ascisse {\displaystyle \{(x,0)\in \Gamma |x\in \mathbb {R} \}} di {\displaystyle \Gamma }, cioè il bordo del semipiano, questo si tratta di un sottospazio proprio. Ovviamente questo sottospazio non è numerabile avendo la stessa cardinalità di {\displaystyle \mathbb {R} }; é discreto per come sono definiti gli intorni della base per i punti giacenti sulla retta; è chiuso in quanto il suo complementare è aperto infatti è possibile ricoprire il semipiano senza il bordo (escludendo cioè la retta che stiamo considerando) con una unione infinita di elementi della base.